# 三内丸山遺跡

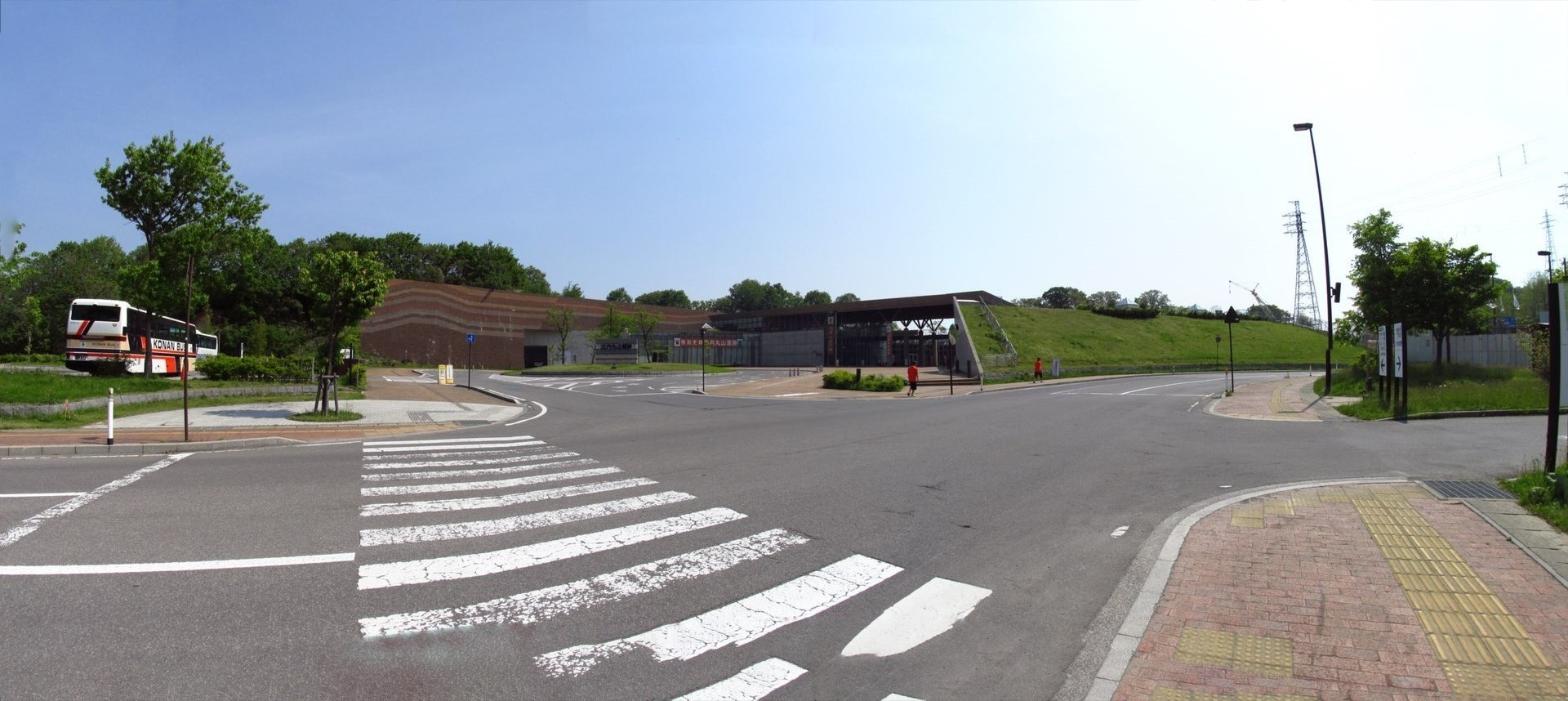
三内丸山遺跡 縄文時遊館 施設正面

三内丸山遺跡（さんないまるやまいせき）は、青森県青森市大字三内字丸山にある、縄文時代前期中頃から中期末葉（約5900-4200年前）の大規模集落跡。当時、クリ、クルミなど手入れされた落葉広葉樹林（ナラ林帯）に囲まれた集落で、現在の沖館川右岸の河岸段丘上に立地する。1997年3月5日、国の特別史跡に指定。2021年7月27日、国際連合教育科学文化機関により、「北海道・北東北の縄文遺跡群」として世界文化遺産に登録された。遺跡には竪穴建物（竪穴住居）群、高床建物（高床倉庫）群、大形竪穴建物のほか、シンボル的な3層の掘立柱建物が再現されており、資料や出土品の展示施設「縄文時遊館」もある。青森県教育庁三内丸山遺跡センターが継続的に発掘調査を行っている。

## 遺跡保存の経緯
この地に遺跡が存在することは江戸時代から既に知られていた。山崎立朴が弘前藩の諸事情を記した『永禄日記』（えいろくにっき、館野越本）の元和九年（1623年）正月二日条に多量の土偶が出土したことが記録されているほか、菅江真澄の紀行文『栖家の山』（すみかのやま）の寛政八年（1796年）四月十四日条に、三内の村の古い堰が崩れた場所から、瓦や甕、土偶のような破片が見つかったことが記録されている。
本格的な調査は新しい県営野球場を建設する事前調査として1992年から行われた。その結果、この遺跡が大規模な集落跡とみられることが分かり、1994年には直径約1メートルの栗の柱が6本見つかり、大型建物の跡とも考えられた。
これを受け同年、県では既に着工していた野球場建設を中止し、遺跡の保存を決定した。
その後、資料館を作って整備を行い、1996年には六本柱建物跡においては湿度を一定に保った保存ドームを作り、柱の現物は他の場所に保存しレプリカを代わりに元の場所に置くなどの措置を行った。また、墓の道の遺構が非常に長く延びていることが分かったため都市計画道路も建設を中止した。

## 遺跡の概要
八甲田山から続く緩やかな丘陵の先端に位置し、標高は約20メートルで、遺跡は約40ヘクタールの広大な範囲に広がっている。集落は住居、墓、捨て場、大型掘立柱建物、掘立柱建物、貯蔵穴、墓・土坑墓、粘土採掘穴、盛り土、道路などが、計画的に配置されている。
この遺跡は現在の敷地から、広場を囲むように住居が造られた環状集落であると見られることもあるが、住居が非同心円状に機能別に配置されているところから見て、それとは異なる形式であると考えられる。現在の遺跡の環状構造はかつて野球場建設の際、その敷地が円形であった跡であり、遺跡とは関係ないものである。
遺跡には、通常の遺跡でも見られる竪穴建物、高床倉庫の他に、大型竪穴建物が10棟以上、約780軒にもおよぶ建物跡、さらに祭祀用に使われたと思われる大型掘立柱建物が存在したと想定されている。また、他の遺跡に比べて土偶の出土が多く、板のように薄く造られていて板状土偶と呼ばれる。次の縄文後期や晩期の立体的に体の各部を表現した土偶とは大きく異なっている。但しごく一部だけ、足が表現されたものもある。
遺跡から出土した栗をDNA鑑定したところ、それが栽培されていたものであることなども分かった。多数の堅果類（クリ、クルミ、トチなど）の殻、さらには一年草のエゴマ、ヒョウタン、ゴボウ、マメなどといった栽培植物も出土した。三内丸山の人たちは、自然の恵みの採取活動のみに依存せず、集落の周辺に堅果類の樹木を多数植栽しており、一年草を栽培していた可能性も考えられる。このことを通してこの遺跡の居住者数は数百人と考える事ができる。平成6年（1994年）9月に青森市で開催された「北のまほろばシンポジュウム」では最盛期の縄文時代中期後半には500人の居住者がいたのではないかとの発言があったが、異論も出た。
それらは縄文時代の文化が従来考えられていたものよりも進んだものであることを示すものであった。遺跡は他の近くの遺跡に繋がっている可能性が高く、未だに全容は把握しきれていない。

### 三内丸山遺跡と一連のものであると考えられる遺跡
- 熊沢遺跡
- 三内遺跡
- 三内沢部遺跡
- 三内霊園遺跡
- 近野遺跡[3]
- 安田水天宮遺跡

### 遺跡の終焉の謎
これほどの大規模集落がなぜ終焉を迎えたのかは謎である。一因としては、気候の寒冷化などが挙げられるが、それだけで集落全土を手放すとは考えづらい。栗の栽培を停止しなければならない何か特別な理由があったという見解も示されてはいるが、それが何であるかは分かっていない。

## 出土遺物

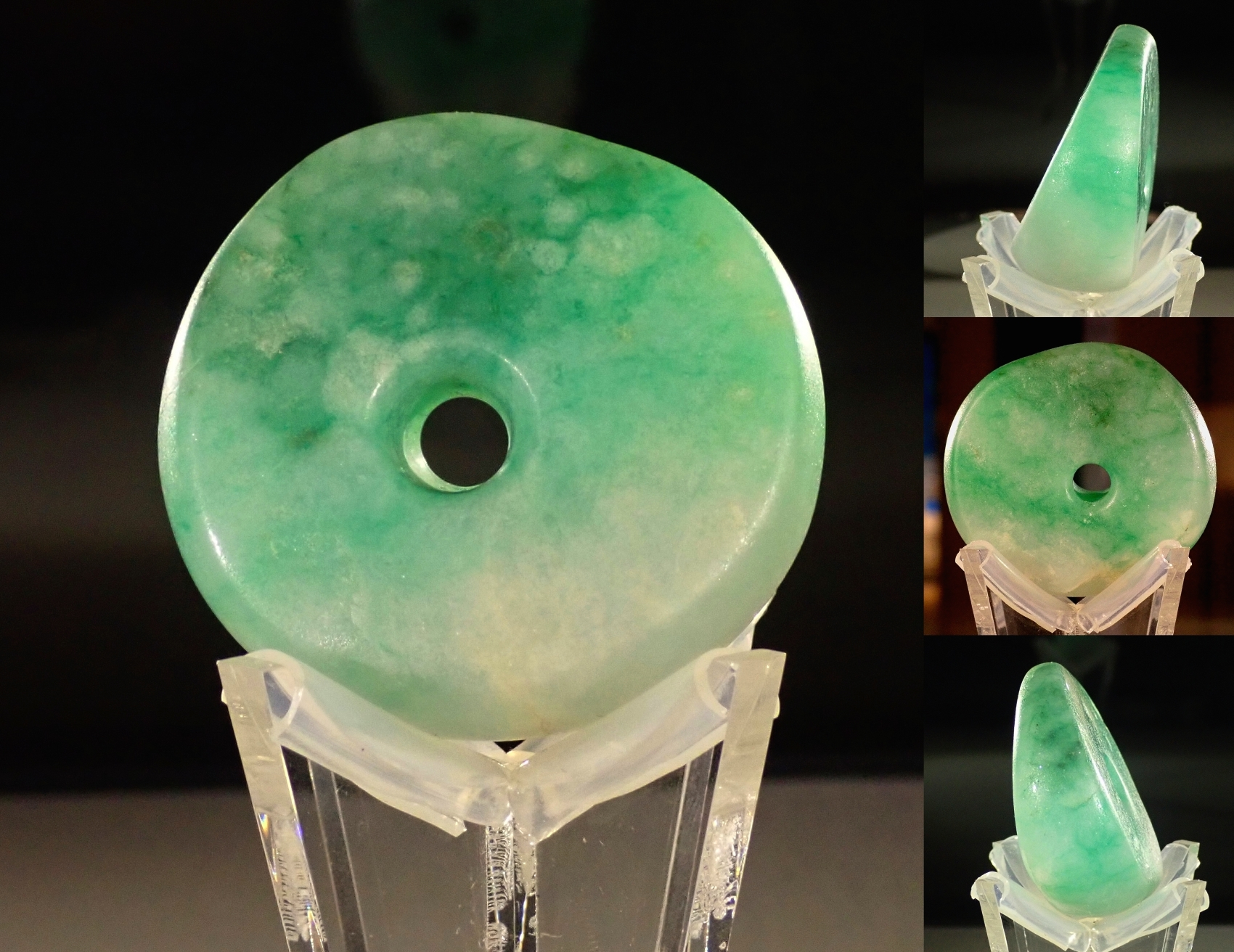
翡翠製大珠（縄文時遊館展示）

出土遺物は段ボールで数万箱に及んだと言われる。土器、石器が中心であるが、日本最大の板状土偶などの土製品や石製品も多く出土している。この他にも日本各地域を中心とした交易で得たと推測される黒曜石、琥珀、漆器、翡翠製大珠などが出土している。出土遺物1,958点が2003年（平成15年）5月29日に国の重要文化財に指定された。翡翠は糸魚川が主産地であるため、翡翠の出土は上越地域との交易が証明される。また平底の円筒土器や玦（けつ）状耳飾りなどは、中国大陸の遼河文明（興隆窪文化）との類似性が指摘されている。
三内丸山遺跡から出土した動物遺体は、縄文集落で一般的なシカ、イノシシが少なく、7割弱がノウサギとムササビであり、三内丸山遺跡においてはノウサギやムササビの肉を食料としていたと推察でき、彼らの食生活の一端を窺い知ることができる。背景には巨大集落を支えるシカ、イノシシ資源が枯渇していた可能性が考えられている。魚や貝などの海産物も出土しており、漁に出ていたともされる。

## 遺構

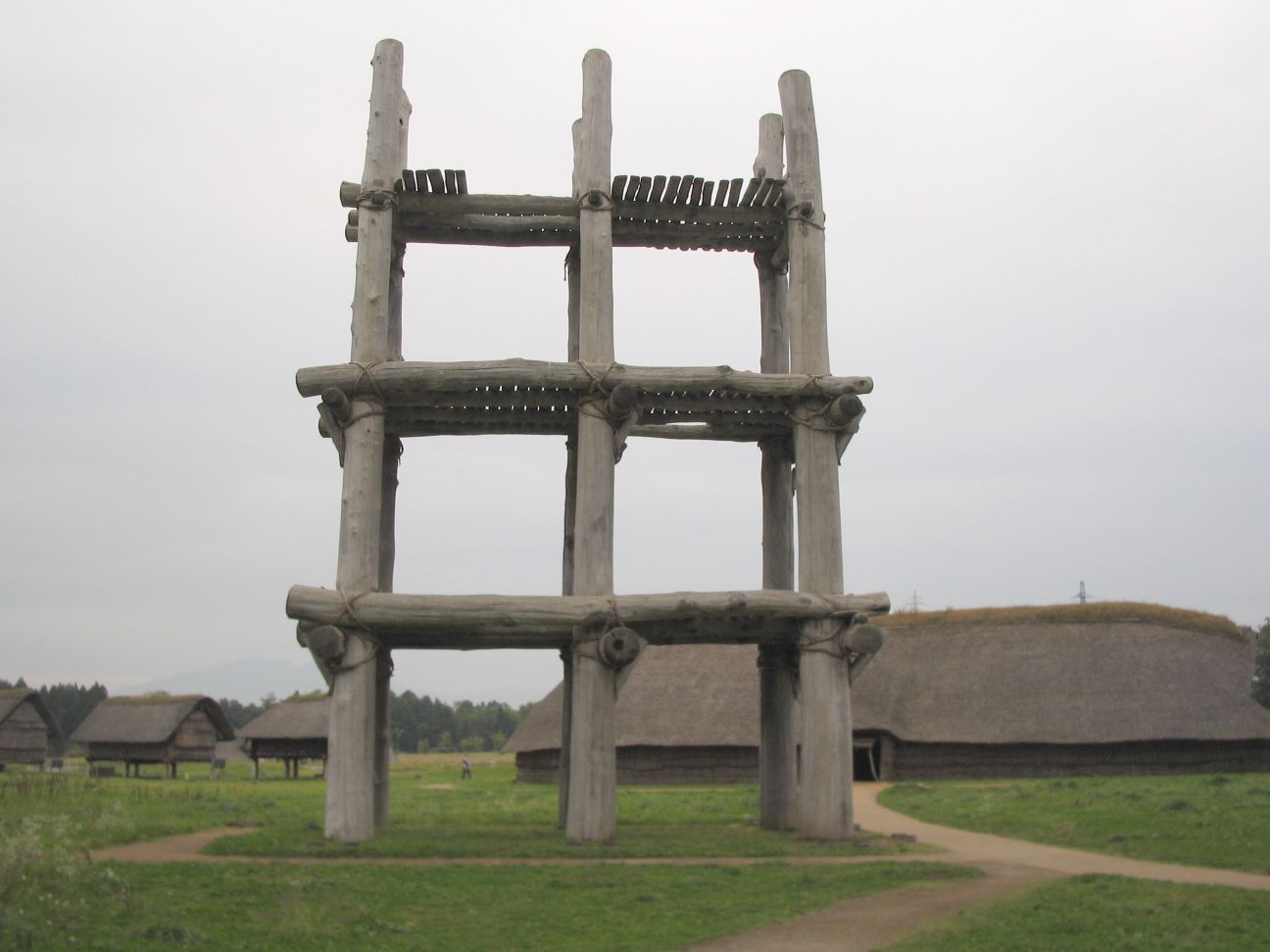
六本柱建物（復元）

### 六本柱建物跡
現在まで三内丸山遺跡で検出された遺構の中で最も重要視されているものである。その柱の大きさで評価されることも多いが、それとともに注目すべきは、柱穴の間隔、幅、深さがそれぞれ4.2メートル、2メートル、2メートルで全て統一されていることである。これはその当時既に測量の技術が存在していたことを示すものであり、ここに住んでいた人々が当時としては高度な技術を持っていたことを示すものである。特に4.2メートルというのは35センチメートルの倍数であり、35センチメートルの単位は他の遺跡でも確認されているので、「縄文尺」とも言うべき長さの単位が広範囲にわたって共通規格として共有されていた可能性が考えられる。さらに、これほど大規模な建造物を建てるには多くの労働力を必要としたはずであり、集落居住者の団結力と彼らを的確に指導できる指導者がいたことも推測できる。また、柱本体にも腐食を防ぐため周囲を焦がすという技術が施されており、長い間腐食を防ぐことのできた一因となっている。柱は栗の木でできている。柱は2度ほど内側に傾けて立てられていた。現代の内転（うちころび）と同じ技法で一体この様な技術がどうしてあるのかは謎である。

#### 復元建物
六本柱建物跡の復元に当たっては様々な意見が出された。建設する場所は六本柱建物のあったと推測される場所のすぐ脇に決まったものの、ただ柱が立っていただけなのではないかと言う意見や、逆に装飾具などもある非常に凝ったものだったのではないかと言う意見も出された。
考証と施工は小山修三の監修の下、大林組のプロジェクトチームが行った。結局、中間を取って屋根のない3層構造の建物になった。しかし床があるのに屋根がない、もしくは床がないのに屋根があるというのは中途半端な感が否めず、後々までこれでよかったのかと疑問の声が上がる要因となっている。なお、関連施設「じょもじょも」に設置されたジオラマでは、屋根が表現されている。普段はここに登ることはできない。

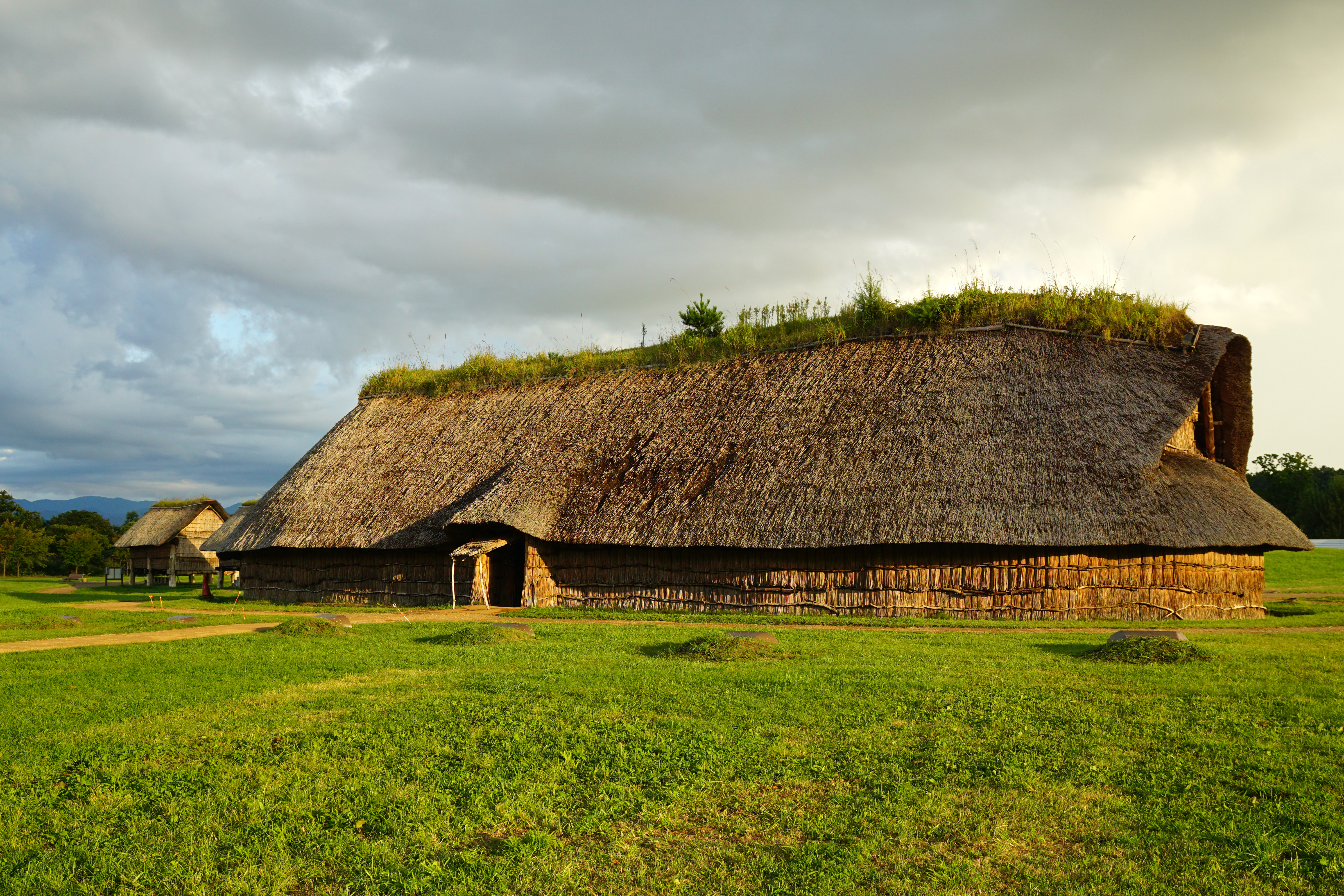
大型竪穴建物（復元）

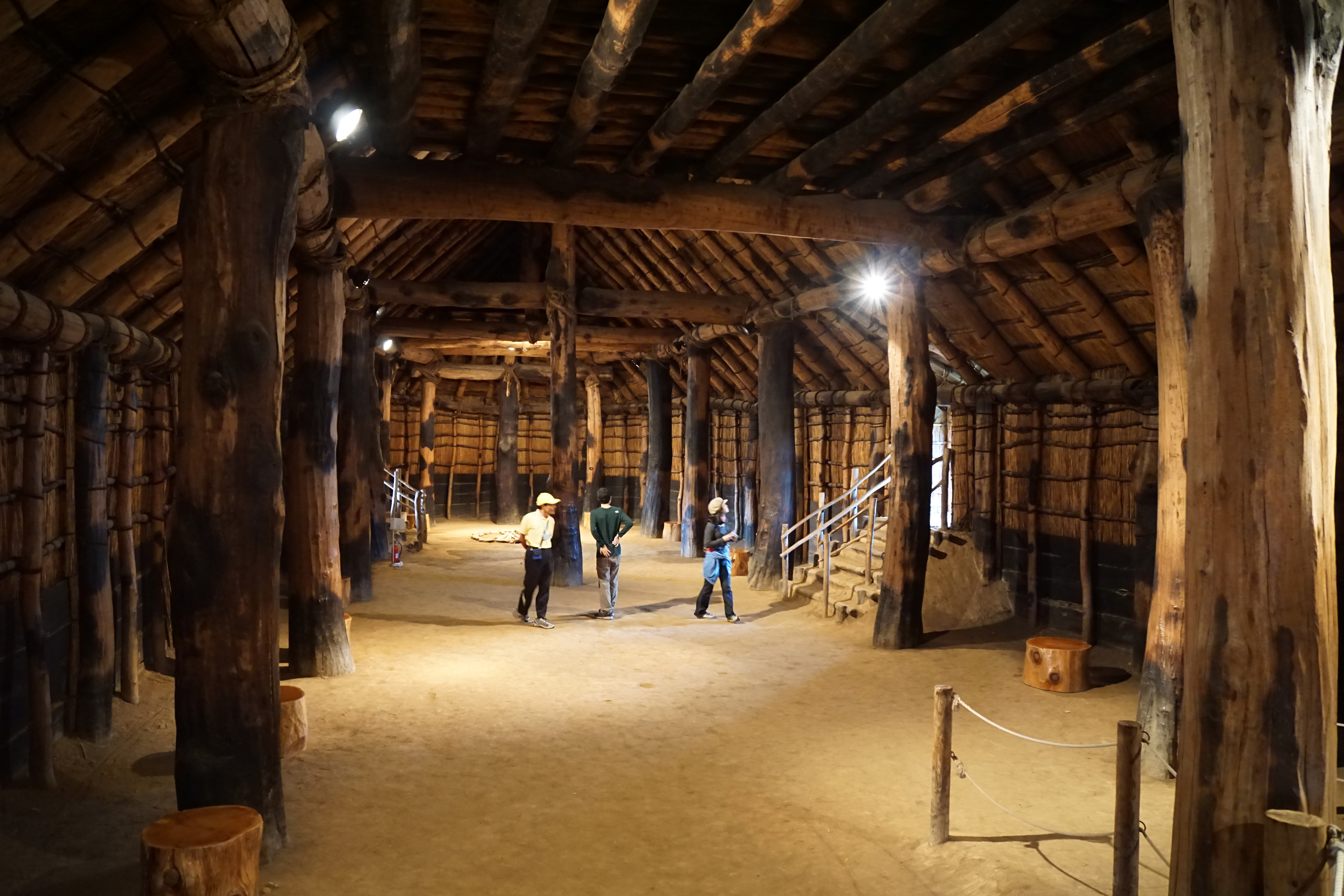
大型竪穴建物の内部

### 大型竪穴建物跡
三内丸山では幅10メートル以上の大型竪穴建物跡がいくつも出土している。その中でも最大なものは長さ32メートル、幅10メートルのもので、これが復元されている。内部の見学も可能である。

### 竪穴建物跡

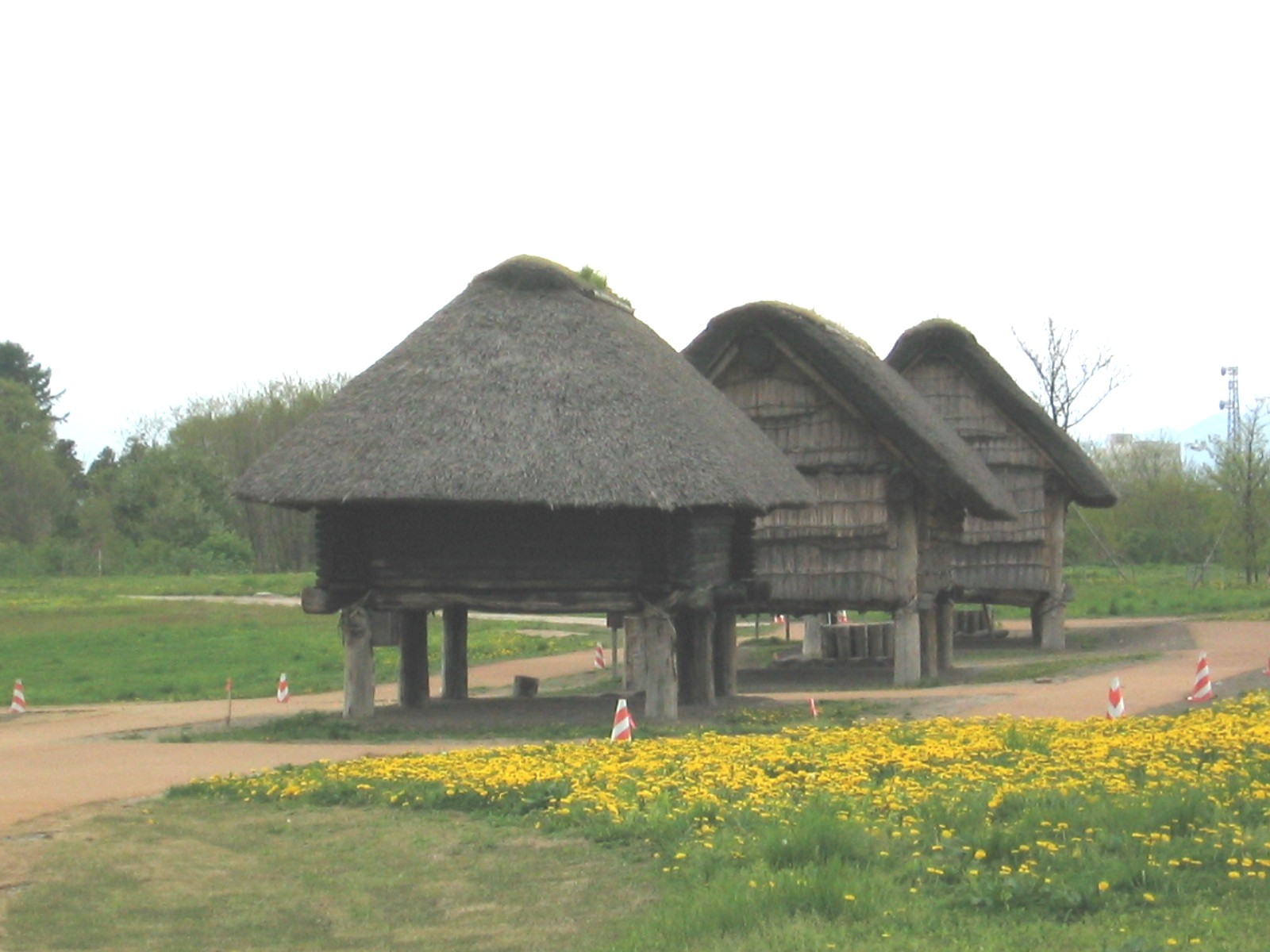
高床建物

三内丸山遺跡では、一般の住民が暮らしていたと思われる竪穴建物（住居）跡も多数発掘されている。屋根に関しては茅葺き、樹皮葺き、土葺きの3種類の屋根を持った建物をそれぞれ想定・復元した。これも内部見学が可能である。

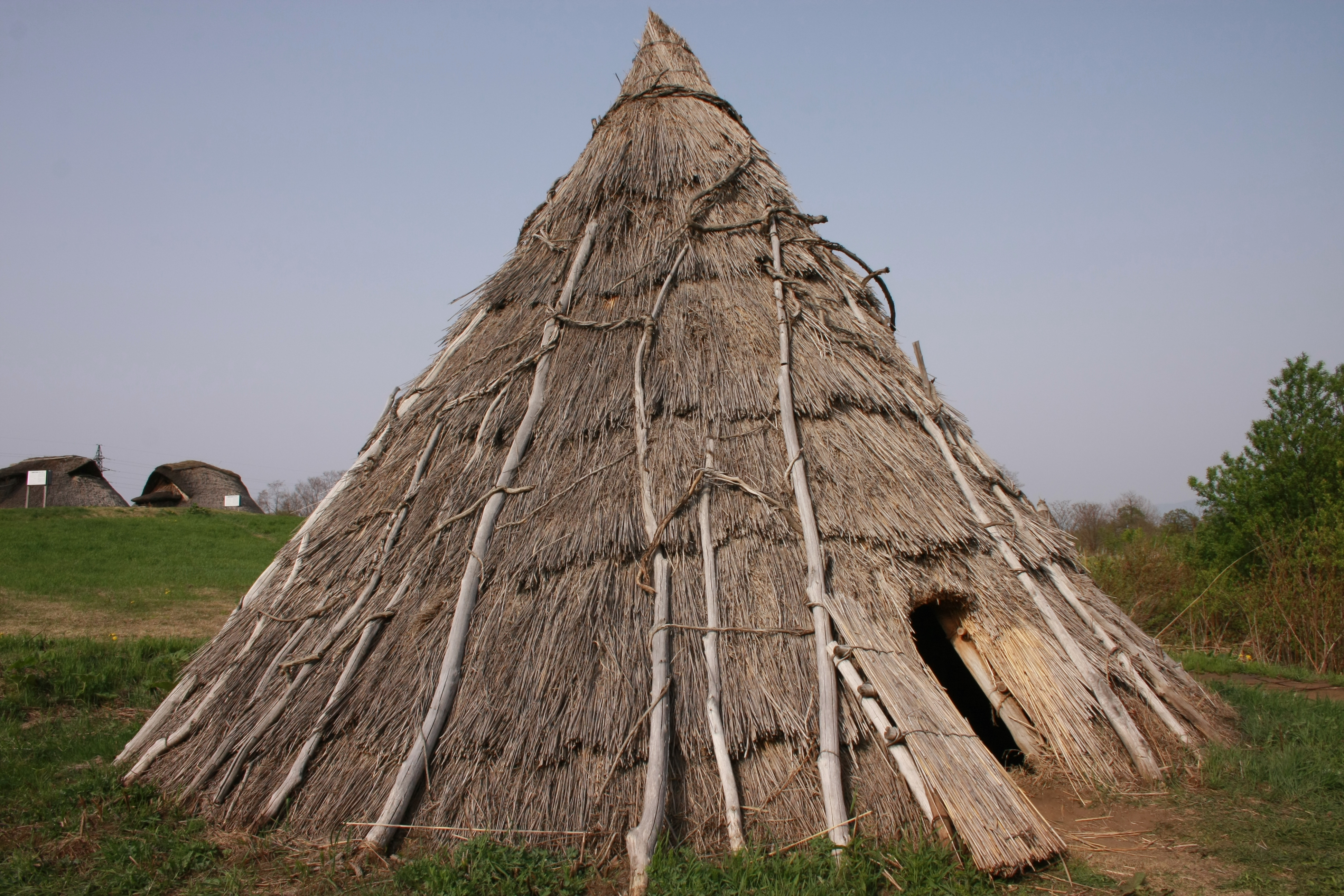
茅葺き竪穴建物
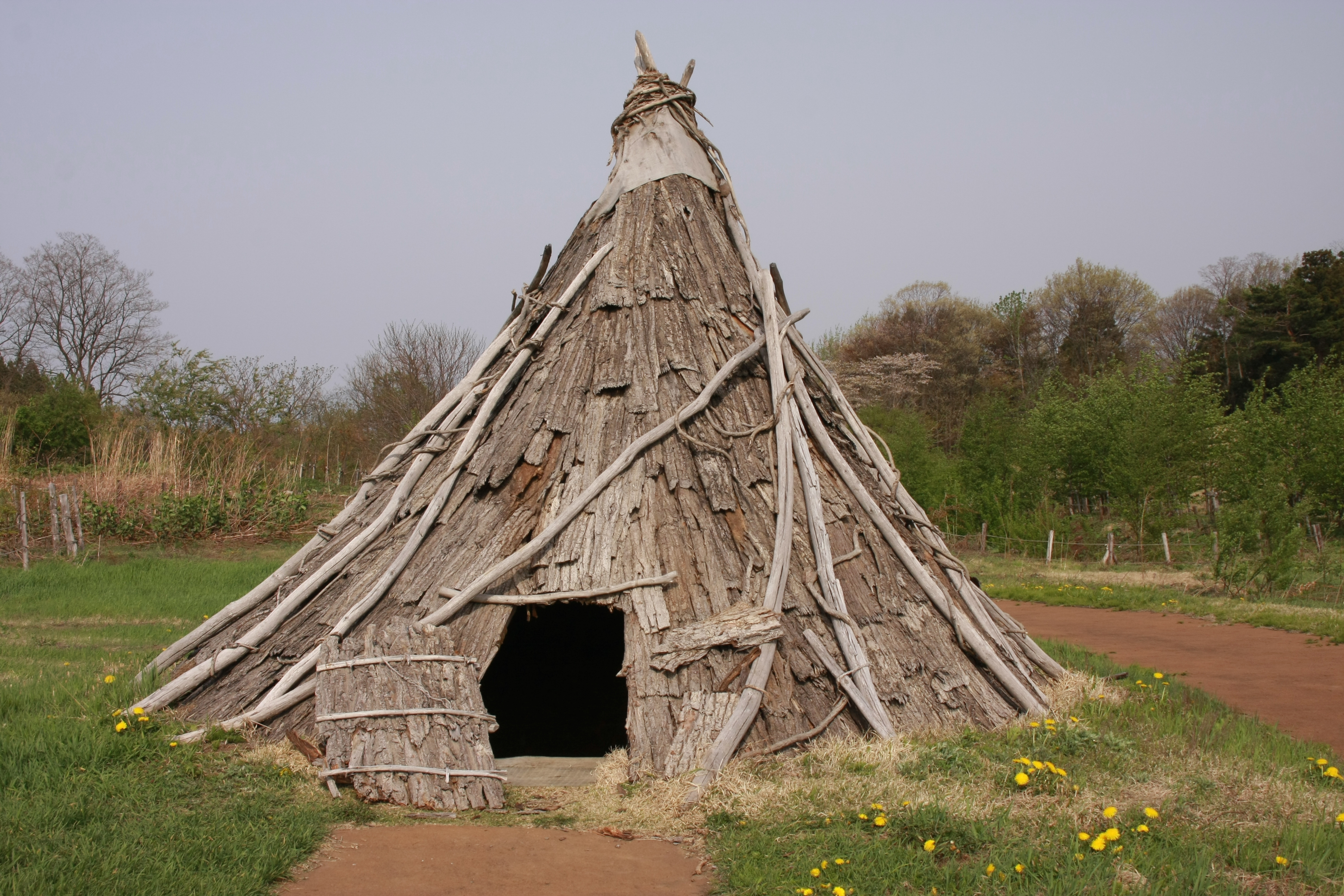
樹皮葺き竪穴建物
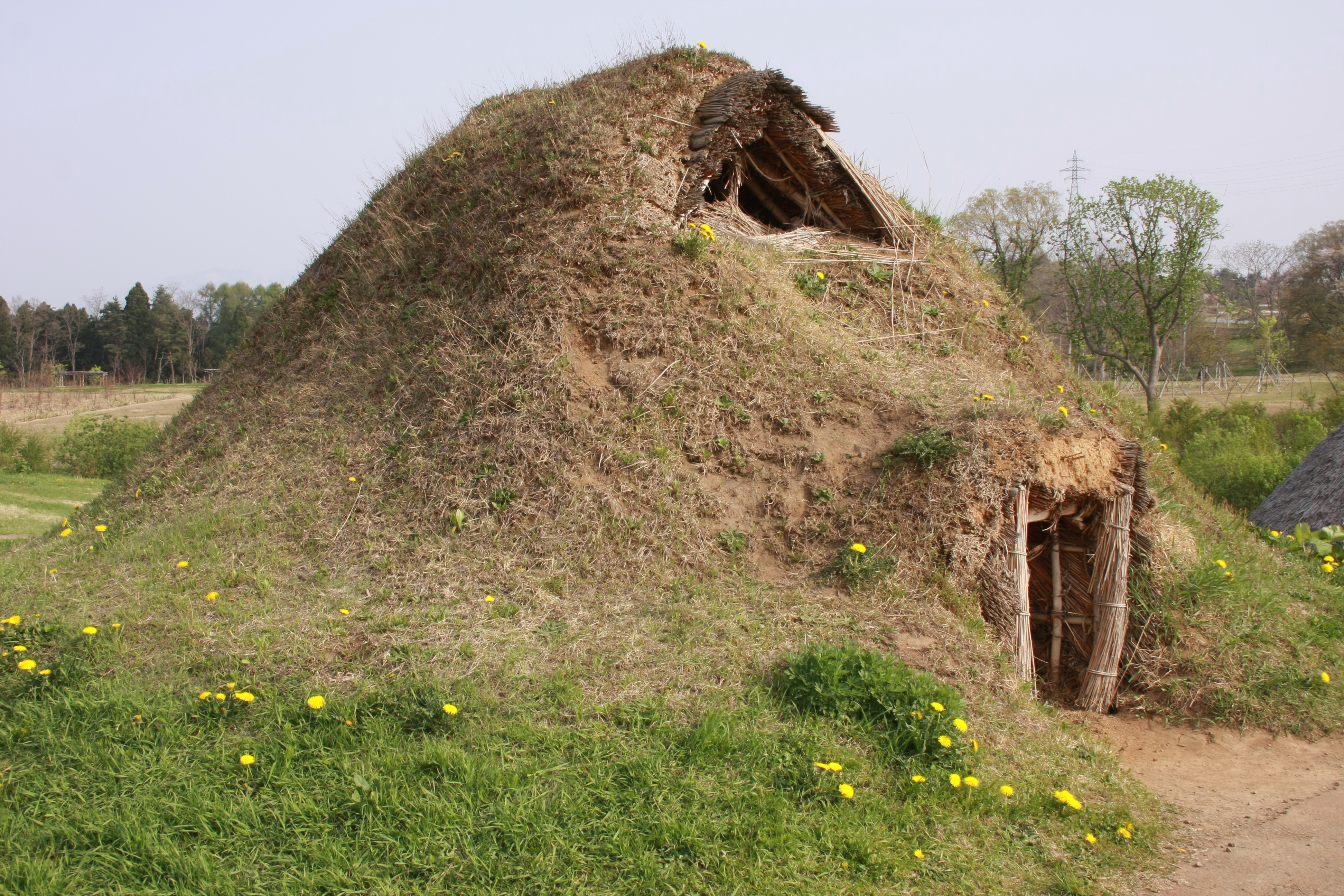
土葺き竪穴建物

### 掘立柱建物跡（高床倉庫跡）
東西約75メートル、南北約18メートルの範囲に掘立柱建物のものであると推測される柱穴群が発掘されている。この掘立柱建物の柱穴の周辺及び内側には、生活の痕跡が確認できなかったため、この掘立柱建物は高床建物であった可能性が高いと判断され、現在高床建物として復元されている。階段があり、かつては内部を見学できたが、2001年9月27日に放火事件があった影響で、現在は立ち入りはできず、外部からのみとなっている。

### 環状配石墓
道の跡周辺からは環状配石墓（ストーンサークル）も検出されている。この墓はムラ長の墓とも考えられている。石の並べ方が、南方のやや離れた所にある小牧野遺跡と共通しているとして注目されている。また、1999年10月6日にこの墓の一つから炭化材が出土したが、これは最古の「木棺墓」の跡であるとも言われる。

## 文化財

### 国の特別史跡
- 三内丸山遺跡 - 1997年（平成9年）3月5日に国の史跡に指定、2000年（平成12年）11月24に国の特別史跡に指定。

### 重要文化財（国指定）
- 青森県三内丸山遺跡出土品（考古資料） - 明細は後出。所有者は青森県、三内丸山遺跡センター保管。2003年（平成15年）5月29日指定、2024年（令和6年）8月27日追加指定[13]。

第六鉄塔地点出土
- 土器・土製品 185点
- 石器・石製品 911点
- 骨角牙貝製品 406点
- 木器 2点
- 編組製品 7点

住居跡出土
- 土器・土製品 224点
- 石器・石製品 247点

土坑・土壙墓・土器埋設遺構・竪穴状遺構出土
- 土器・土製品 80点
- 石器・石製品 56点

盛土出土
- 土器・土製品 801点
- 石器・石製品 600点
- 骨角牙製品 6点

北の谷出土
- 土器・土製品 119点
- 石器・石製品 96点
- 骨角牙製品 42点
- 木器・木製品 19点
- 編組製品残欠 3点
- 漆塗製品残欠 9点

## 遺跡整備の方針
1998年に遺跡整備の基本計画が取りまとめられ、遺跡整備の基本方針として以下の点が掲げられた。
- 保存を検討しながら実物遺構を公開展示する。
- 建物の復元だけでなく、植生も復元する。
- 縄文時代を体験・体感できるような企画性に富んだ遺跡の活用をする。
- 見学者が憩い楽しめるような環境作りと、充実した各種サービスを提供できる場とする。
- 継続的な調査・研究を行い、縄文文化研究の拠点となる施設と体制を整備する。
- 保存・活用の計画を段階的に推進する。

### 縄文時遊館
遺跡の南側にある車寄せと遺跡の間に縄文時遊館が設けられており、縄文時遊館内のトンネルを通って遺跡に入る形となっている。雪の積もる冬季の散策に対応するため、長靴の貸し出しも行っている。縄文時遊館には出土品が常設展示されているほか、土産物店、レストラン、トイレなどの設備が設けられている。年2回ほどの企画展も行う。初期は遺物は展示されておらず(公園内のプレハブで展示していた)、代わりに縄文体験ゲーム等を設置していたが、2007年頃にリニューアルされ、遺物の展示機能を全面移転した。

## 「観光施設」としての遺跡と有料化
近年、三内丸山遺跡は「縄文時遊館」などの建設などで設備が整った。しかしその一方、遺跡の整備は進んだが、公園化されてしまって、遺跡としての感じが薄れてしまったという意見もある。有料化構想が出た際は「六本柱の横に白いドームがある状態など、とても縄文のたたずまいとは言えない」として反対論が噴出したりもした(但し、このドームは現在も現状維持である)。見学の有料化は一時断念されたものの、2019年4月から遺跡と時遊館を「三内丸山遺跡センター」として有料化された。。但し、特定イベント期間等は常設展を無料化、企画展を割引している。
- 時遊館

"時遊館
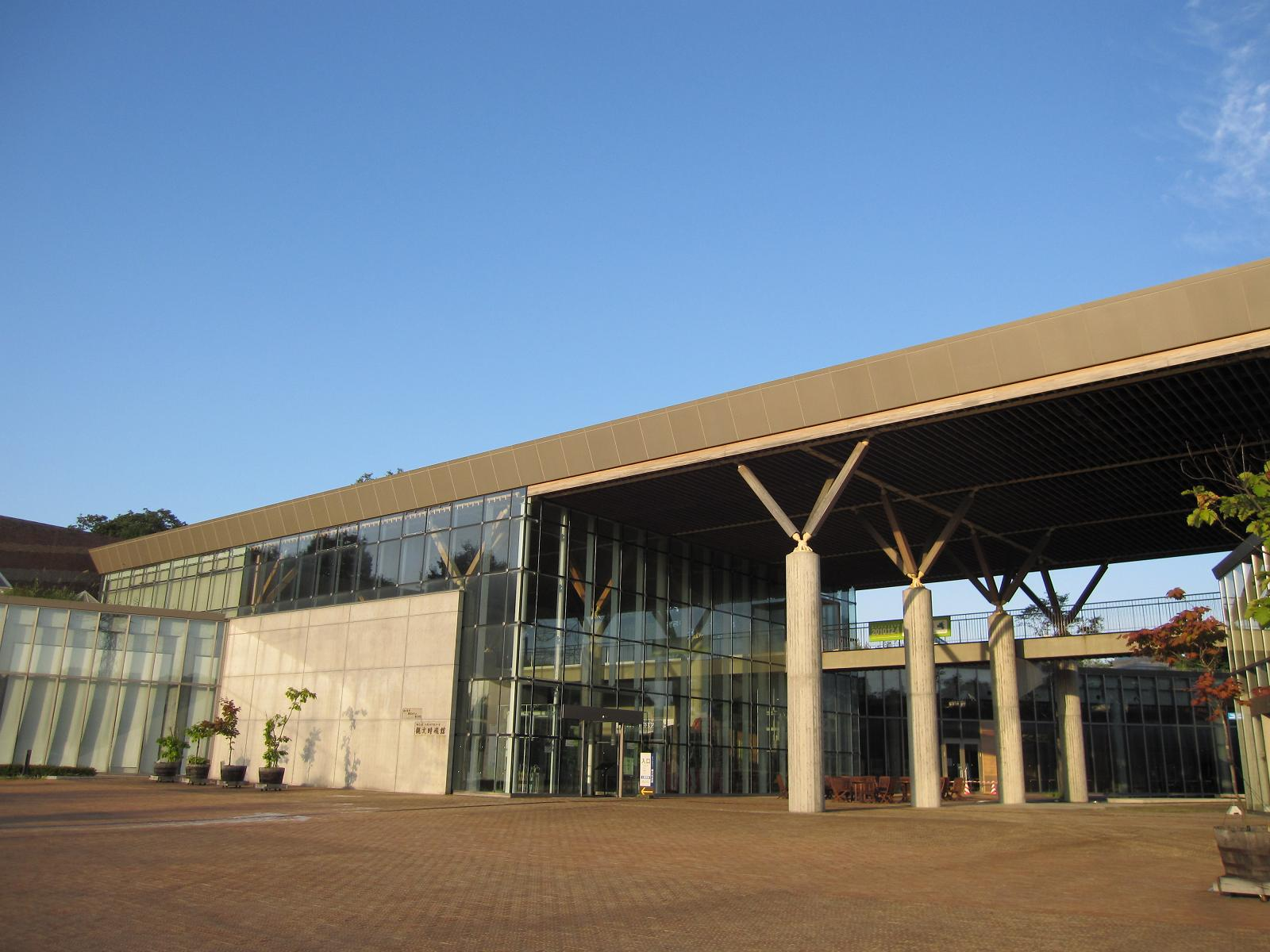
入口
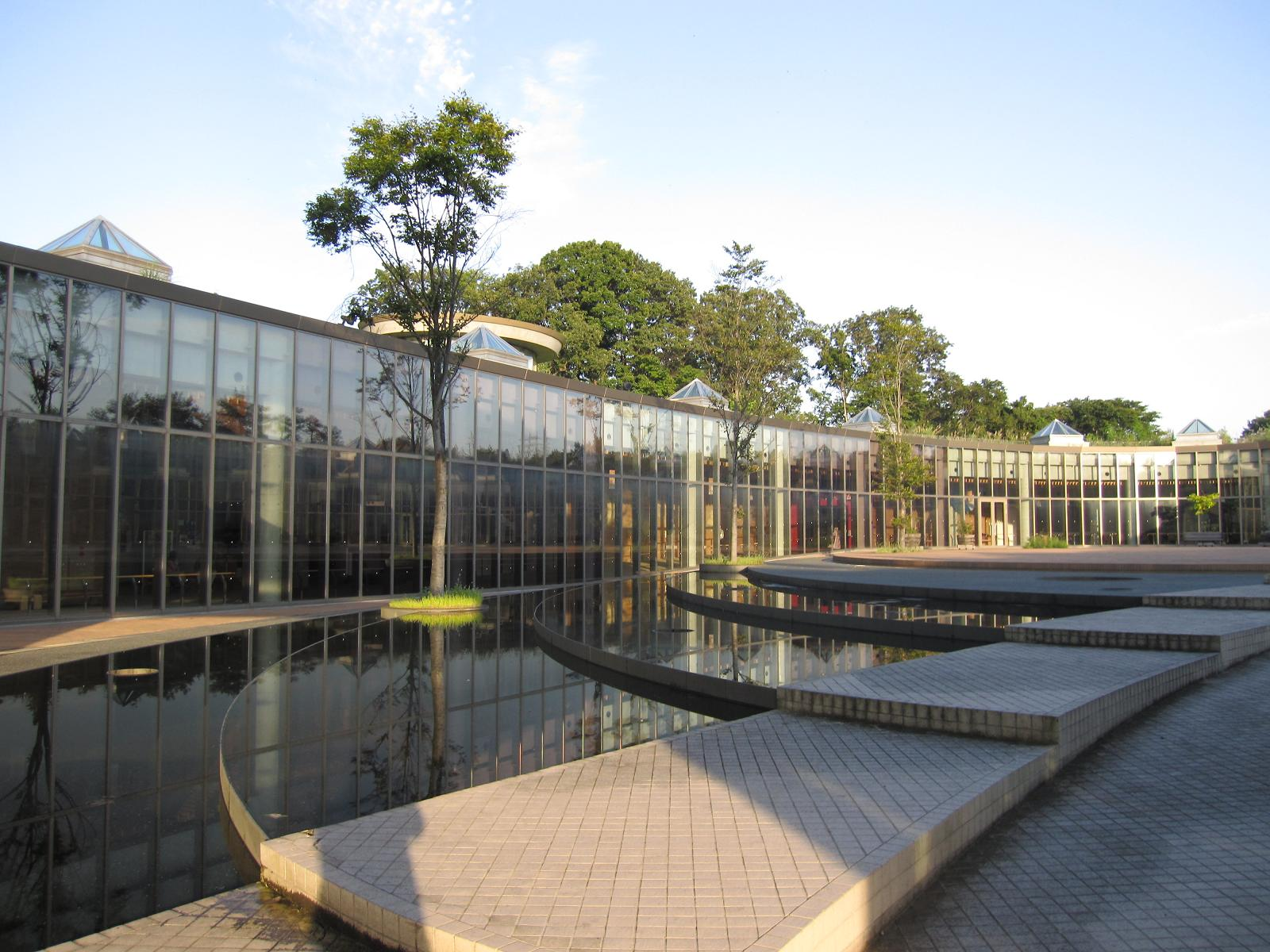
庭園
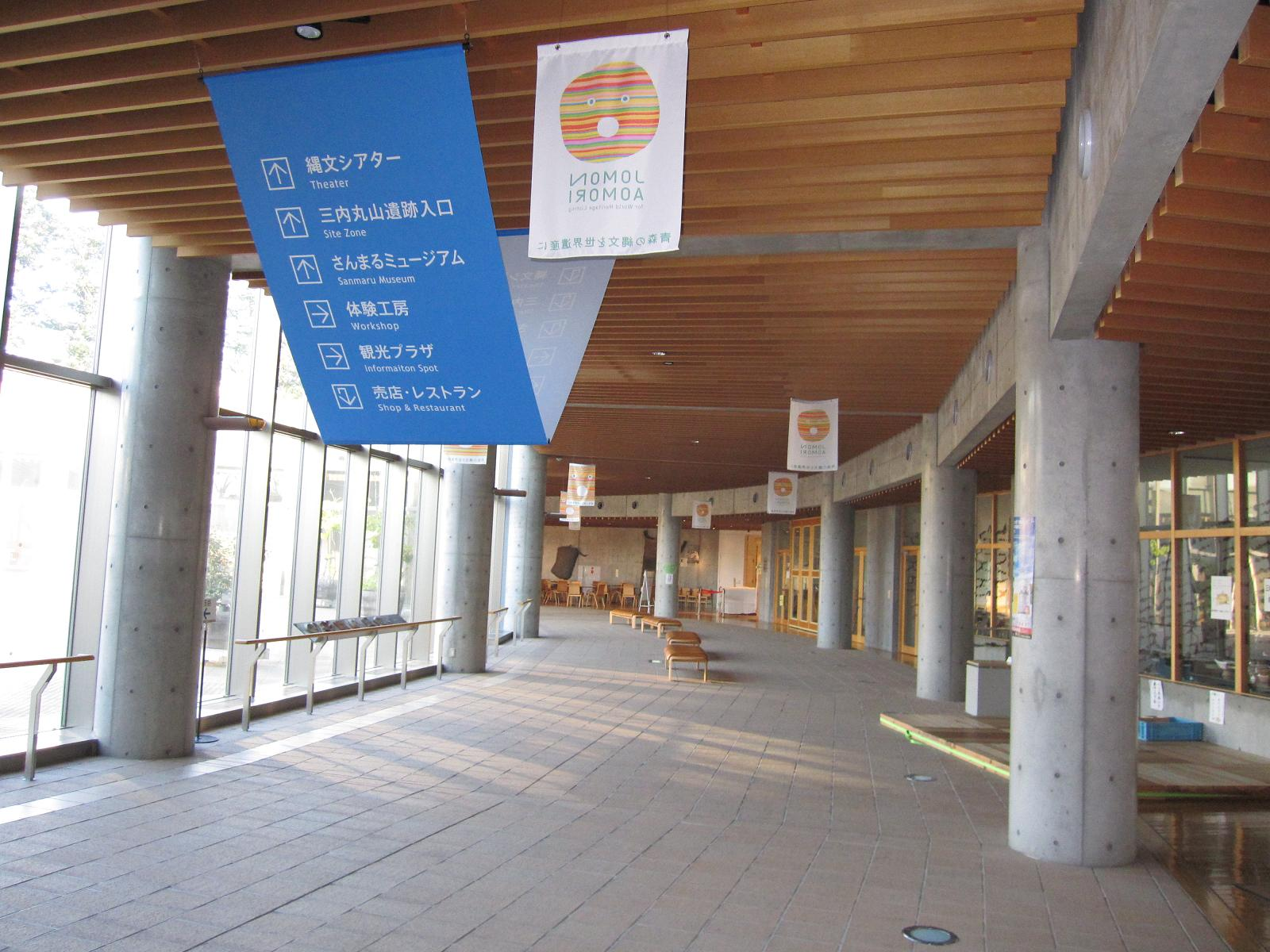
内部

東北新幹線が国道7号と沖館川を渡る「三内丸山高架橋」（全長450m）が敷地に隣接しており、2010年12月4日の開業後は車内から数秒間ではあるが遺跡を遠巻きに見渡せるようになった。橋の設計に当たっては景観を損なわないよう配慮され、エクストラドーズド橋構造が採用された。
2024年に行われた集計では、世界遺産としての北海道・北東北の縄文遺跡群の中で群を抜いて三内丸山遺跡が訪日外国人旅行者に人気があるとされた。縄文時代という日本独自の文化、特に争いがなかった時代であることの解説の妙や、火熾し・石器作りといった体験型のコト消費が欧米人を中心に高い関心をもって捉えられており、日本人が気づきにくい視点の需要を秘めていることが明らかになった。

### 年間イベント
- 縄文春祭り：平成26年5月3日〜5月6日 三内丸山遺跡/縄文時遊館
- 縄文夏祭り：平成26年8月9日・10日、8月16日・17日 三内丸山遺跡/縄文時遊館
- 縄文秋祭り：平成26年10月25日・26日 三内丸山遺跡/縄文時遊館
- 縄文冬祭り：平成29年2月11日・12日 三内丸山遺跡/縄文時遊館

## アクセス
- 東北自動車道青森ICもしくは青森自動車道青森中央ICから国道7号青森環状道路経由で青森市道都市計画道路3・4・15号里見丸山線[18]に入ってすぐ。
- 東日本旅客鉄道（JR東日本）・北海道旅客鉄道（JR北海道）新青森駅からあおもりシャトルdeルートバス「ねぶたん号」で終点「三内丸山遺跡前」バス停下車。
- JR東日本・青い森鉄道青森駅から青森市営バス三内丸山遺跡線で「三内丸山遺跡」バス停下車。